# MSC Sinfonia
Az MSC Sinfonia egy Lirica osztályú üdülőhajó, amely az olaszországi MSC Cruises birtokol és üzemeltet. 2002-ben a Chantiers de l'Atlantique építette Saint-Nazaire-ban, Franciaországban, a már nem működő Festival Cruisesnak, MS European Stars néven. Ez volt az utolsó hajó, amelyet a Festival Cruises számára építettek.

## Koncepció és felépítés

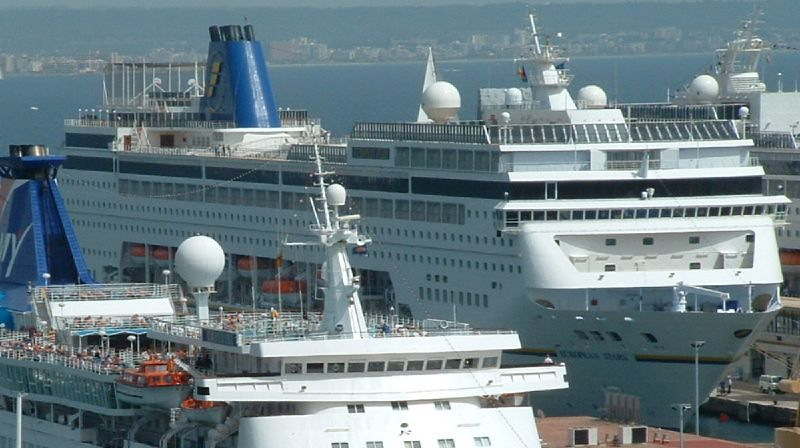
Az MSC Sinfonia European Starsként Palmában, Mallorcán, Spanyolországban, 2003. május 1-jén

Az European Stars volt a második a két testvérhajóból, amelyeket a Festival Cruises rendelt a Chantiers de l'Atlantique-tól Saint-Nazaire-ban, Franciaországban (az első hajó az MS European Vision volt). A hajó szerződéses ára 245 millió dollár volt. Mindkét új hajó ugyanazon a platformon épült, mint az MS A Mistral, amelyet ugyanaz a hajógyár épített a Festival Cruises számára 1999-ben, de egy 35 méterrel hosszabb középső résszel, amely több utasteret biztosított, és egy további fedélzeti kabint, saját erkéllyel.
A Newbuilding X31-et 2001. március 4-én indították el Saint-Nazaire-ban. Felszerelése után 2002. április 18-án a Festival Cruisesnak szállították, és másnap hivatalosan European Starsra keresztelték Saint-Nazaire-ban.

## Szolgálati történet
A European Stars 2002. április 25-én lépett szolgálatba a Festival Cruises számára egy barcelonai hajóút keretében. Karrierje a Festivállal azonban rövidnek bizonyult, mivel a cég 2004 januárjában csődbe ment, és az European Starst később lefoglalták, 2004. január 19-én lerakták Barcelonában. A hajó több hónapig feküdt, amíg 2004 júliusában 220 millió euróért eladták az MSC Cruises -nek , és MSC Sinfonia névre keresztelték (testvére, a European Vision is csatlakozott az MSC flottájához, MSC Armonia néven). Az MSC Sinfonia 2005 márciusában lépett szolgálatba új tulajdonosaival.

## Tervezés

### Külső kialakítás
A European Stars és nővére, a European Vision hasonló dobozszerű külső megjelenéssel rendelkezett, mint a Mistral, de hosszabb és magasabb hajótesttel, ami állítólag javította a hajó külső megjelenését a Mistralhoz képest. European Starsként a hajó teljesen fehér hajótesttel és felépítménnyel rendelkezett, kék és sárga dekoratív csíkokkal festve a hajótestre, valamint kék tölcsérrel a Festival Cruises sárga F logójával. MSC Sinfoniaként megőrizte a kék tölcsér színét, de most az MSC Cruises fehér iránytű logójával. Kezdetben hajóteste teljesen fehér volt díszítések nélkül, de 2008. április 15-én az MSC bejelentette azon szándékát, hogy 2008 folyamán minden hajójuk oldalára ráfesti az iránytű logóját.

## Reneszánsz program
Egy 24 méter (79 ft) hosszú szakaszt adtak hozzá a hajóhoz egy 2015. január 20-án kezdődő 10 hetes felújítás során. Az új rész 193 extra kabinból áll, és tömege 2400 tonna. A munkálatokra a szicíliai palermoi  Fincantieri hajógyárban került sor. A középső részt előre megépítették, mielőtt a hajógyárba úsztatták volna.

### Belsőépítészet
Az MSC Sinfonia belső dekorációit Douglas Ward, a hajóútkritikus európai modernek minősítette. Minimalista bútorokkal rendelkezik, amelyek helyenként nem praktikusak. A nyilvános terek közé tartozik két fő étkező, egy önkiszolgáló büfé, kávézó, kétszintes bemutatóterem, diszkó, számos bár, egy kaszinó és egy könyvtár. A medenceszinten két szabadtéri úszómedence, két pezsgőfürdő és egy vízipark áll a gyermekek rendelkezésére.

### Fedélzetek és létesítmények
A hajónak tizenegy fedélzete van, az utasok számára hozzáférhető létesítményekkel, amelyek többségét zeneszerzőkről nevezték el.

## Fordítás
- Ez a szócikk részben vagy egészben  a   MSC Sinfonia című angol Wikipédia-szócikk ezen változatának fordításán alapul.  Az eredeti cikk szerkesztőit annak laptörténete sorolja fel. Ez a jelzés csupán a megfogalmazás eredetét és a szerzői jogokat jelzi, nem szolgál a cikkben szereplő információk forrásmegjelöléseként.